# Mix Speaker's,Inc.
Mix Speaker's,Inc.（日语：ミックス·スピーカーズ·インク），日本視覺系樂團。成立於2006年。

## 成員
NIKA
主唱。出身於宮城縣。8月13日出生，A型血。MoNoLith的前組員。
MIKI
主唱。出身於岩手縣北上市。2月7日出生，AB型血。 ISABELLE、SCISSOR的前組員。
AYA
吉他。出身於兵庫縣出身。3月17日出生，O型血。也是Psycho le Cému的成員。
keiji
吉他。出身於兵庫縣。1月19日出生，O型血。神風少年團的前組員。
seek
貝斯。出身於兵庫縣姬路市。9月14日出生，AB型血。也是Psycho le Cému的成員。
S
鼓手。7月28日出生，O型血。神風少年團的前組員。

## 經歷
2006年12月1日，以AYA和MIKI這兩人為中心，從「設立」開始準備。同年12月20日，自主製作音源『Mix Speaker's,BOX』發行。
其後，2007年2月19日，Mix Speaker's,Inc.「設立」。同年4月13日至2008年4月13日這1年之間，以「公司誕生的怪物（モンスターによる会社）」作為「1st Story  MONSTERS」的主題提出活動。
接著，2008年11月20日至2009年12月31日，以「不可思議的宇宙之旅」作為「2st Story Wonder Traveling」的主題展開活動。在這期間，單曲「誘星」登上公信榜第4名的最高記錄。
2010年2月10日起以「移動式遊樂園的世界（」作為「3rd Story Mix Land」的主題提出活動。2012年，單曲「Shiny tale」在2012年3月5日的公信榜CD單曲週登上第32名。
2013年12月9日至2014年4月19日，主唱YUKI在官方網站宣布退團。
2014年12月7日，主唱NIKA加入Mix Speaker's,Inc.。
2017年8月23日在官方網站宣布將在2018年2月25日舉辦的EX THEATER ROPPNGI演唱會解散。
2018年2月25日舉辦以EX THEATER ROPPNGI之名的最後一場演唱會。

## 音樂性
創團以來是以「創作&表現者集團」作為稱呼和在許多視覺系樂團中帶著「奇幻系」之稱的樂團。貝斯手seek表示，就Mix Speaker's,Inc.的活動而言「是以娛樂多樣化的方式創造故事，再加上附隨著音樂及影像藝術當音樂的基盤來表現」作發言。
音樂層面上是雙人主唱體制。吉他手AYA表示，就雙主唱而言「由於到那時雙主唱的樂團在視覺系樂團中不在了，雙主唱只有一點選擇不能譲位」「顯現出雙主唱就跟雙胞胎一樣表裡一體的感覺，這種感覺很像角色附諸在視覺系上成立作思索」作發言。

## 作品列表

### 單曲
1. Mix Speaker's,BOX（2006年12月20日發行）
  - 已發行限定版1000枚[3]。後來在2007年3月28日發行追加收錄「通常盤」新曲[11]。
2. "MONSTART"Family（2007年10月31日發行）
3. My wish「Horror」X'mas（2007年12月19日發行）
4. Identification Card（2008年8月13日發行）
  - 現場、通販限定發行
5. （2009年4月1日發行）
6. 誘星（2009年7月1日發行）
7. （2010年7月3日發行）
  - 現場限定發行
8. Midnight Queen（2010年9月29日發行）
9. CIRCUS（2011年3月9日發行）
10. Shiny tale（2012年2月22日發行）
11. SKY HEAVEN（2012年9月4日發行）
12. HELL FIRE(2013年6月26日發行)
13. the end（2013年11月20日發行）

### 專輯
1. MONSTERS ～中JUNK STORY～（2008年2月13日發行）
2. BIG BANG MUSIC！（2009年9月23日發行）
3. It's a Dream World（2011年6月22日發行）
4. Magical Show Invitation（2014年2月19日發行）

### 迷你專輯
1. Friday Night "MONSTIME"（2007年6月13日發行）
2. Wonder Traveling（2008年10月22日發行）
3. ANIMAL ZOMBIES（2010年4月7日發行）
4. SEAPARADISE秘（2012年5月23日發行）
5. Hello Ghost House（2015年4月22日發行）

### 復刻專輯
1. NEVER ENDING STORY（2010年6月16日發行）

### DVD
1. 13's CLUB（2007年12月7日發行）
2. MONSTER WARS ～GRAND FINALE～（2008年4月13日發行）
3. [Departure] ～Space Musical Parade～（2009年4月1日發行）
4. [BIG BANG MUSIC！] ～線路～（2010年4月7日發行）
5. RAINBOW CIRCUS ～6匹～（2011年4月22日發行）
6. promise ～星降遊園地～ 2013.02.03@涉谷公會堂&9clips（2013年4月23日發行）

## 參加作品
- CRUSH！ -90's V-Rock best hit cover songs-（日语：CRUSH! -90's V-Rock best hit cover songs-）（2011年1月26日發行）
  - CASCADE（日语：CASCADE）的の『S.O.S Romantic（日语：S.O.S ロマンティック）』的翻唱歌曲[12]。

## 商業主打
| 樂曲       | 商業主打                                         |
| ---------- | ------------------------------------------------ |
| Shiny tale | 東京電視台電視動畫『男子高中生的日常』OP主題歌曲 |
| Capsule    | 東京電視台電視動畫『男子高中生的日常』插入歌曲   |
| the end    | 埼玉電視台電視動畫『限制級殺手』主題歌曲         |

## 外部連結
- 官方网站 （日語）
- （日語）－YUKI的個人部落格。
- YUKI的X（前Twitter） （日語）（已凍結停用）
- （日語）－keiji的個人部落格。
- seekの水中喫茶店 （页面存档备份，存于） （日語）－seek的個人部落格。
- seek的X（前Twitter） （日語）
- S的X（前Twitter） （日語）